# داني إيزيدورا
داني إيزيدورا (بالإنجليزية: Danny Isidora)‏ هو لاعب كرة قدم أمريكية أمريكي، ولد في 5 يونيو 1994 في وستون في الولايات المتحدة.

## وصلات خارجية
- داني إيزيدورا على موقع مرجع كرة القدم المحترفة.كوم (الإنجليزية)